# Command & Conquer 4: Tiberian Twilight
Command & Conquer 4: Tiberian Twilight è un videogioco strategico in tempo reale facente parte della saga di Command & Conquer. Secondo quanto dichiarato da Electronic Arts, Tiberian Twilight è il capitolo conclusivo della Serie Tiberium, iniziata nel 1995 con Tiberian Dawn.

## Trama
Il capitolo è ambientato dopo gli eventi di Command & Conquer 3: Tiberium Wars, e la situazione è ancora peggiorata: il Tiberium, minerale tossico e allo stesso tempo molto ambito, ha invaso quasi tutta la Terra, e quindi al GDI e ai Nod, per evitare l'estinzione dell'umanità, non rimane che un'ultima possibilità: allearsi. L'inizio infatti vede Kane presentarsi alla GDI per trattare un'alleanza per fermare l'avanzata del Tiberium; la campagna comincia 15 anni dopo l'incipit. Il Tiberium è ora sotto controllo, grazie ad una serie di tubature che ne fermano la diffusione, ma il conflitto si è riacceso a causa della grande quantità di Tiberium disponibile, che è diventato una risorsa sfruttabile in modo sicuro.

## Modalità di gioco
Tiberian Twilight si differenzia dai passati capitoli per due cambiamenti radicali: il primo è che non è più necessario raccogliere risorse (ovvero i cristalli di Tiberium) per costruire edifici e unità; il secondo è che per vincere le battaglie si devono conquistare punti di controllo sparsi nella mappa, che permetteranno al giocatore di guadagnare dei punti. Sono stati inseriti inoltre alcuni elementi tipici dei GDR, e una nuova interfaccia, simile a quella già vista in Warhammer 40,000: Dawn of War II.
Proprio per questi secchi e profondi mutamenti, il gioco non è stato accolto con particolare entusiasmo dal pubblico e non ha avuto successo come gli episodi precedenti della serie, in particolare Command & Conquer 3: Tiberium Wars.